# Ulkeus henrici
Ulkeus henrici är en skalbaggsart som först beskrevs av August Reichensperger 1939.  Ulkeus henrici ingår i släktet Ulkeus och familjen stumpbaggar. Inga underarter finns listade i Catalogue of Life.